# Campeonato nacional de Estados Unidos 1902
Lista de los campeones del Campeonato nacional de Estados Unidos de tenís de 1902:

## Senior

### Individuales masculinos
William Larned vence a  Reginald Doherty, 4–6, 6–2, 6–4, 8–6

### Individuales femeninos
Marion Jones vence a  Elisabeth Moore, 6–1, 1–0, ret.

### Dobles masculinos
Reginald Doherty /  Laurence Doherty vencen a  Holcombe Ward /  Dwight Davis, 11–9, 12–10, 6–4

### Dobles femeninos
Juliette Atkinson /  Marion Jones vencen a  Maud Banks /  Winona Closterman, 6-2, 7-5

### Dobles mixto
Elisabeth Moore /  Wylie Grant vencen a  Elizabeth Rastall /  Albert Hoskins, 6-2, 6-1
| Predecesor: 1901                         | Campeonato nacional de Estados Unidos 1902 | Sucesor: 1903                         |
| Predecesor: Campeonato de Wimbledon 1902 | Grand Slam 1902                            | Sucesor: Campeonato de Wimbledon 1903 |

- Datos: Q2620194